# Skårbystenen 2
Skårbystenen 2, med signum DR 281, är en runsten av grå granit placerad i kyrkogårdsmurens yttersida norr om Skårby kyrka i Skårby socken, Skåne. Ristningen är utför i så kallad RAK stil och den från runor översatta texten följer nedan.

## Inskriften
Translitterering av runraden:
× autiʀ × sati × s(t)(a)(i)n × þansi × aftiʀ × haku¶n
Normalisering till rundanska:
Autiʀ satti sten þænsi æftiʀ Hakun.
Översättning till nusvenska:
Autir satte denna sten efter Hakon.
Runstenen är Skårbystenen 2 och kan ha stått nära en annan känd runsten, Skårbystenen 1, Gussnavastenen nu placerad på Kulturen i Lund.